# دیویادارشینی
دیویادارشینی مجری و بازیگر تلویزیون هندی است که به‌طور برجسته در صنایع فیلم و تلویزیون تامیل فعالیت می‌کند. خواهر دیویادارشینی، پریادارشینی نیز مجری تلویزیون است و برادر کوچکترش خلبان خطوط هوایی است. او در دبیرستان ماتریال بانوی ما تحصیل کرد و از آن زمان به تحصیل پاره وقت در کالج آنا آدارش، چنای ادامه داده‌است.
او با سریکانث راویچاندران ازدواج کرد. اما این زوج در سال ۲۰۱۷ جدایی خود را اعلام کردند. اکنون آنها به دادگاه خانواده در چنای درخواست طلاق داده‌اند. دیویادارشینی مبتلا به آرتریت روماتوئید است که از راه رفتن طولانی مدت جلوگیری می‌کند.

## فیلمشناسی
| سال  | فیلم                | نقش                              | زبان     | یادداشت     |
| ---- | ------------------- | -------------------------------- | -------- | ----------- |
| ۱۹۹۰ | شوبهایترا           | بچه رامان                        | مالایایی | بازیگر کودک |
| ۲۰۰۳ | جولی گاناپاتی       | نویسنده                          | تامیل    |             |
| ۲۰۰۳ | نالا دامایانتی      | بهگیام                           | تامیل    |             |
| ۲۰۰۳ | سوت زدن             | ساراواتی (سارا)                  | تامیل    |             |
| ۲۰۰۳ | پنج در چهار         | نامیتا                           | انگلیسی  |             |
| ۲۰۰۸ | ساروجا              | حضور خاص در آهنگ "آجا مری سونیه" | تامیل    | ظاهر مهمان  |
| ۲۰۱۷ | پاور پاندی          | دختر پونتندرال                   | تامیل    | ظاهر مهمان  |
| ۲۰۱۹ | سروام ثعله میام     | آنجانا                           | تامیل    |             |
| ۲۰۲۲ | قهوه با کدال        | وارشینی سانتوش                   | تامیل    | [ ۶ ]       |
| TBA  | Dhruva Natchathiram | ن/م                              | تامیل    | با تأخیر    |
| TBA  | جاشوا ایمای پل کاخا | ن/م                              | تامیل    | با تأخیر    |